# Briançonnet
Briançonnet ist eine französische Gemeinde im Département Alpes-Maritimes in der Region Provence-Alpes-Côte d’Azur. Sie gehört zum Arrondissement Grasse und zum Kanton Grasse-1. Die Bewohner nennen sich Briançonnois.

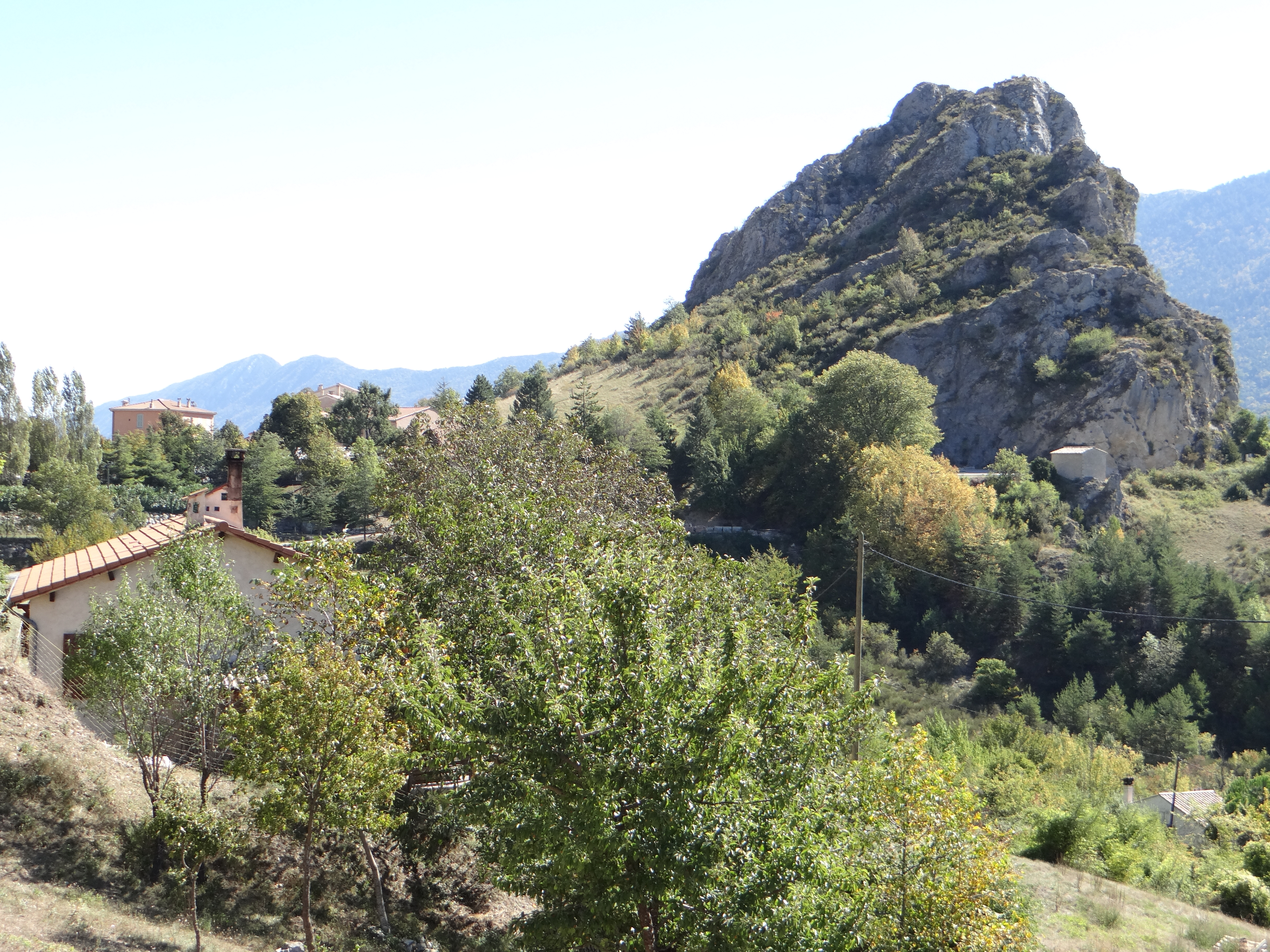
Briançonnet

## Geografie
Briançonnet liegt rund 25 Kilometer nördlich von Grasse und 14 Kilometer südlich von Puget-Théniers. Die Gemeinde liegt im Regionalen Naturpark Préalpes d’Azur. Die angrenzenden Gemeinden sind Ubraye und Val-de-Chalvagne im Norden, Amirat im Nordosten, Gars im Osten, Saint-Auban im Süden und Soleilhas im Westen.

## Geschichte
In der Antike hieß die Siedlung „Brigomagus“.

## Bevölkerungsentwicklung
| 1962 | 1968 | 1975 | 1982 | 1990 | 1999 | 2006 | 2011 |
| ---- | ---- | ---- | ---- | ---- | ---- | ---- | ---- |
| 178  | 158  | 193  | 184  | 190  | 170  | 194  | 231  |

## Sehenswürdigkeiten
- Burgruine, Überreste aus dem Jahr 1080
- Kirche Notre-Dame-de-l’Assomption aus dem 12. Jahrhundert
- Kapelle Saint-Martin aus dem 14. Jahrhundert (Monument historique)
- Kapelle Saint-Joseph beim Dorfeingang